# Dimbong
Dimbong (auch Bape, Bumbong, Kaalong, Kalong, Lakaalong, Lambong, Mbong und Palong) ist eine vom Aussterben bedrohte Bantusprache und wird von circa 140 Menschen in Kamerun gesprochen (Zensus 1992). 
Sie wird in zwei Dörfern nordwestlich von Bafia im Bezirk Mbam in der Provinz Centre gesprochen. 

## Klassifikation
Dimbong ist eine Nordwest-Bantusprache und gehört zur Bafia-Gruppe, die als Guthrie-Zone A50 klassifiziert wird.